# Football à Cork
Dans la ville de Cork en Irlande, six clubs de football ont participé au championnat d'Irlande de football. Cinq d’entre eux ne sont plus en activité au niveau professionnel ou ont complètement disparu. À part une courte période au début des années 1980, ces clubs ont assuré une présence continue de la ville de Cork dans le championnat national.
Le Cork City FC est le seul club de la ville présent actuellement dans le championnat professionnel. Il est présent au plus haut niveau depuis 1984.
| Club                                                        | de/à          | Saisons |
| ----------------------------------------------------------- | ------------- | ------- |
| Fordsons FC, Cork FC, Cork City FC, Cork United FC,         | 1924-1948     | 24      |
| Cork Athletic FC                                            | 1948-1957     | 9       |
| Cork Bohemians FC                                           | 1932-1934     | 2       |
| Evergreen United FC, Cork Celtic FC                         | 1951-1979     | 28      |
| Cork Hibernians                                             | 1957-1976     | 19      |
| Albert Rovers FC, Cork Albert FC, Cork Alberts, Cork United | 1976-1982     | 6       |
| Cork City Football Club (Cork City FORAS Co-op en 2010)     | 1984-en cours | 29      |

## Chronologie du football professionnel à Cork
- 1924 : Fordsons FC devient le premier club de Cork à jouer le championnat national. Il termine la saison 1924/1925 à la quatrième place.
- 1930 : Fordsons change de nom en Cork FC
- 1932 : Cork Bohemians FC entre dans le championnat.
- 1934 : Cork FC gagne la Coupe d’Irlande.  Cork Bohemians se retire du championnat.
- 1938 : Cork FC change de nom et devient Cork City
- 1940 : le 13 février Cork City est dissous et Cork United est immédiatement créé. United prend sa place et récupère aussi son historique et les équipements de l’ancien club.
- 1941 : Cork United gagne la même année le championnat et la Coupe. Le club ayant terminé ex æquo avec Waterford United la fédération nationale décide de faire jouer un match d’appui pour déterminer le champion. Comme Waterford refuse de jouer ce match à Cork, demandant qu’il soit disputé sur terrain neutre, Cork est déclaré vainqueur sur tapis vert.
- 1942 : Cork United gagne une deuxième fois consécutivement le championnat.
- 1943 : Cork United gagne son troisième titre de suite
- 1945 : Cork United gagne un quatrième titre
- 1946 : Cork United gagne un cinquième titre en six saisons.
- 1947 : Cork United gagne la Coupe d’Irlande
- 1948 : Le 10 octobre Cork United se retire du championnat. Cork Athletic FC est immédiatement formé avec le même personnel et prend sa place dans le championnat.
- 1950 : Cork Athletic gagne le championnat
- 1951 : Cork Athletic réussi le double coupe / championnat.  Evergreen United FC est admis dans le championnat.
- 1953 : Cork Athletic gagne la Coupe d’Irlande
- 1957 : Cork athletic se retire du championnat.  Cork Hibernians FC prend sa place.
- 1959 : Evergreen United change son nom en Cork Celtic FC
- 1971 : Cork Hibernians gagne le championnat
- 1972 : Cork Hibernians gagne la coupe d’Irlande.
- 1973 : Cork Hibs gagne la coupe pour la deuxième fois consécutivement
- 1974 : Cork Celtic gagne le championnat
- 1976 : Cork Hibernians se retire du championnat. Albert Rovers FC prend sa place.
- 1977 : Albert Rovers change son nom en Cork Albert FC et le change encore en cours de saison en Cork Alberts FC
- 1979 : Cork Celtic se retire du championnat.  Cork Alberts change son nom en Cork United FC
- 1982 : Cork United est exclu du championnat.
- 1984 : Cork City FC est créé et choisi par la Ligue professionnelle pour participer au championnat.
- 1993 : Cork City gagne le championnat
- 1998 : Cork City gagne la coupe d’Irlande
- 2005 : Cork City gagne le championnat
- 2007 : Cork City gagne la coupe d’Irlande
- 2008 : Cork City gagne la Setanta Sports Cup
- 2010 : Cork City perd sa licence à cause de problèmes financiers récurrents
- 2010 : Cork City FORAS Co-op intègre la First Division en lieu et place de Cork City
- 2011 : Cork City FORAS Co-op reprend le nom de Cork City FC